# Консейсан-ду-Лагу-Асу

Консейсан-ду-Лагу-Асу на карте штата.

Консейсан-ду-Лагу-Асу (порт. Conceição do Lago-Açu) — муниципалитет в Бразилии, входит в штат Мараньян. Составная часть мезорегиона Север штата Мараньян. Входит в экономико-статистический микрорегион Байшада-Мараньенси. Население составляет 14 436 человек на 2010 год. Занимает площадь 733,229 км². Плотность населения — 19,69 чел./км².

## Демография
Согласно сведениям, собранным в ходе переписи 2010 г. Национальным институтом географии и статистики (IBGE), население муниципалитета составляет:
| Полное население                               | Полное население                               | Полное население                               | Полное население                               | 14 436 |
| ---------------------------------------------- | ---------------------------------------------- | ---------------------------------------------- | ---------------------------------------------- | ------ |
| в том числе:                                   | Городское население                            | 6869                                           | Процент городского населения, %                | 47,58  |
|                                                | Сельское население                             | 7567                                           | Процент сельского населения, %                 | 52,42  |
|                                                | Мужское население                              | 7481                                           | Процент мужского населения, %                  | 51,82  |
|                                                | Женское население                              | 6955                                           | Процент женского населения, %                  | 48,18  |
| Плотность населения, чел/км²                   | Плотность населения, чел/км²                   | Плотность населения, чел/км²                   | Плотность населения, чел/км²                   | 19,69  |
| Население муниципалитета в % к населению штата | Население муниципалитета в % к населению штата | Население муниципалитета в % к населению штата | Население муниципалитета в % к населению штата | 0,22   |

По данным оценки 2016 года, население муниципалитета составляет 15 782 жителя.

## Статистика
- Валовой внутренний продукт на 2003 год составляет 14 326 926,00 реалов (данные: Бразильский институт географии и статистики).
- Валовой внутренний продукт на душу населения на 2003 год составляет 1423,87 реала (данные: Бразильский институт географии и статистики).
- Индекс развития человеческого потенциала на 2000 год составляет 0,529 (данные: Программа развития ООН).